# Tretosina moderna
Tretosina moderna är en mossdjursart som beskrevs av Cook 1985. Tretosina moderna ingår i släktet Tretosina och familjen Calescharidae. Inga underarter finns listade i Catalogue of Life.